# دمدل
دمدل یک روستا در ایران است که در دهستان خورش رستم شمالی واقع شده‌است. دمدل 100 نفر جمعیت دارد.